# Parc commémoratif Sir William Price

Le parc commémoratif Sir William Price est un parc dédié au marchand et politicien Sir William Price, le petit-fils de William Price, surnommée le Père du Saguenay. Le parc est situé à proximité de l'ancienne papeterie fondée par Sir William Price et où il a été emporté par un glissement de terrain le 2 octobre 1924. Sir William Price est décédé à l'âge de 57 ans lors de cet accident.

## Histoire de la construction du parc
Contrairement à son grand-père d'origine écossaise qui ne voyait la région que comme une source d'exploitation rentable et qui se forçait à éliminer tous ses concurrents, Sir William Price était généralement plus diplomatique et mieux aimé par la population et se souciat plus du bien-être de ses travailleurs dans la région. Il contribua largement à la création de la ville de Kénogami, qui fait aujourd'hui partie de la Ville de Saguenay dans le secteur de Jonquière et créa beaucoup de nouvelles usines et d'emplois pour les anciens paysans et travailleurs des pulperies non seulement dans la région du Saguenay, mais même au Lac-Saint-Jean, par exemple à Alma. 
Durant l'été 1924, les pluies abondèrent au Québec et un glissement de terrain survint dans un secteur argileux saturé d'eau, à proximité de la papeterie de Kénogami. Le lendemain matin, Sir William Price examina les lieux pour estimer les pertes et dangers pour son usine et ses travailleurs. Pendant sa visite, un deuxième glissement de terrain se déclara et Price fut emporté. On ne retrouva son corps que neuf jours plus tard, flottant sur la rivière Saguenay, en aval de la ville de Chicoutimi.
À la suite du décès de sir William Price, sa famille et ses amis décidèrent de fonder un espace vert à Kénogami, au bout de la rue Price déjà nommée en honneur de la famille, où localiser la sépulture de Sir William Price. Les premiers plans de construction furent réalisées en 1925 et la réalisation difficile et coûteuse ne se termina qu'en 1927. Le parc comptait une longueur de 1,7 kilomètre. À part la sépulture, un point d'attraction majeur furent les portes d'entrée avec des statues de lions réalisées par le sculpteur québécois Alfred Laliberté.
Le parc fut ouvert à la population jusqu'aux années 1960, mais l'entreprise Price Brothers Co. jugea qu'il n'était pas du ressort d'une entreprise privée d'entretenir un tel espace vert. En réalité, l'entreprise fit aussi face à un budget plutôt serrée et limité au contexte de la crise économique de l'époque. Le parc fut inutilisé pendant environ une décennie avant qu'il fut prêté à la ville de Jonquière.
La ville de Jonquière permit à un club d'archers du secteur d'y tenir ses activités. Quelques années plus tard, un premier projet de subvention fut octroyé à l'organisme qui, à l'aide d'une vingtaine d'employés, remit le site en état. En même temps, on décida d'installer des cibles fixes ainsi que deux parcours de tir à l'arc dans les bois du parc. Ces installations devinrent très connues et comptaient parmi les plus impressionnantes du Canada. Plusieurs compétitions d'envergure de niveau provincial, national et même international y eurent lieu. L'activité la plus réputée était d'ailleurs l'organisation des Championnats canadiens de 1988. Le parc fut utilisé par les archers jusqu'au début du nouveau millénaire.
Par contre, le parc fut grandement endommagé par le Déluge du Saguenay en 1996 et les autorités municipales prirent la décision de déplacer le tombeau de Sir William Price car l'érosion du flanc de la falaise le rendait vulnérable au glissement de terrain. Le tombeau fut reculé de plusieurs mètres et une deuxième plaque commémorative, bien que moins précieuse et ornementée que la première, fut installée pour indiquer le nouvel endroit où repose la sépulture de Sir William Price. Au début du XXe siècle, le parc fut par régulièrement victime d'actes de vandalisme et cette problématique ainsi que les coûts des déplacements à faire suite au déluge devinrent si importants que le parc fut fermé pendant plusieurs années.
La nouvelle ville de Saguenay décida cependant de reconstruire ce site historiquement important pour la région et après avoir étudié plusieurs propositions décida du projet final. Les travaux de reconstruction débutèrent en 2008 créant une vingtaine d'emplois, et le budget de réalisation du projet fut établi à 2 501 300 dollars canadiens. Le parc rouvrit ses portes en juin 2010 lors d'une cérémonie en présence des membres de la famille Price. À cette occasion, la ville de Saguenay était la Capitale culturelle du Canada.  La ville de Saguenay espère attirer des touristes et des habitants locaux au parc et a créé une piste cyclable, un accueil qui prête gratuitement de l'équipement pour des activités en plein air, un lieu de repos, une grande zone pique-nique et un bloc sanitaire ainsi qu'un nouveau système d'éclairage et des panneaux d'interprétation. Les endroits où se trouvent la sépulture et le belvédère avec une vue sur le Chute-à-Bésy et l'usine de Produits forestiers Résolu, anciennement la papeterie de Kénogami de Sir William Price, sont également rénovés. On peut également observer des oiseaux et des marmottes dans le parc en libre nature. La Ville de Saguenay parle aussi d'un endroit de prédilection.

## Sources
- (fr) Le grand parc Price: étude historique et environnementale, Dany Côté, Centre d'histoire Sir-William-Price.